# ボニー・J・ダンバー
ボニー・J・ダンバー(Bonnie J. Dunbar、1949年3月3日)は、アメリカ航空宇宙局の宇宙飛行士である。2005年9月にNASAを退職し、その後2010年4月までワシントン州タックウィラにある航空博物館の代表兼CEOを務めた。現在はコンサルタントである。

## 生い立ち
ダンバーは1949年3月3日にワシントン州サニーサイドで生まれた。1967年にサニーサイド高校を卒業し、1971年にワシントン大学を卒業した。ダンバーは2年間、システムアナリストとしてボーイング・コンピュータ・サービスで働き、1973年から1975年までは、修士課程の課題としてナトリウム‐ベータアルミナ中のイオン拡散に関する機構の研究を行った。
1975年には、客員研究者としてオックスフォードのハーウェル研究所に招かれ、研究を行った。彼女の研究テーマは、固体基質上での液体の濡れ挙動に関するものであった。イギリスから帰国後は、カリフォルニア州ダウニーにあるロックウェル・インターナショナルの宇宙部門で研究を行った。この頃の彼女の研究は、スペースシャトルの熱保護システムの開発であった。ダンバーはテキサス州ヒューストンのヒューストン大学で博士課程を修了した。博士論文は材料科学と生理学に跨るもので、宇宙飛行シミュレーションが骨の強度や破壊靱性に対して与える影響についてであった。この結果は、ホルモンや代謝の変化と相関があるというものであった。その後ダンバーはヒューストン大学に機械工学の非常勤助手として勤めた。
彼女は、自家用の単エンジン機で200時間以上、T-38の1.バックシート・ドライバーとして700時間以上、セスナ サイテーションの副操縦士として100時間以上の飛行経験を持つ。同僚の宇宙飛行士であるロナルド・セーガと結婚している。

## NASAでのキャリア
ダンバーは1978年にジョンソン宇宙センターでのペイロードオフィサー及びフライトコントローラーとしての仕事を受け入れた。1979年のスカイラブ計画の大気圏再突入ミッションでもフライトコントローラーを担当し、次いでスペースシャトルのペイロードの開発に携わった。
ダンバーは1981年8月にNASAの宇宙飛行士になり、シャトルのソフトウェアの検査補助やリモートマニピュレータシステムの開発等の仕事等を割り当てられた。1993年には、ワシントンD.C.にあるNASA本部のOffice of Life and Microgravity Sciencesで副長官補佐になった。1994年2月にはロシアのスターシティを訪れ、ロシアの宇宙ステーションミールに3か月滞在するためのバックアップの訓練を行い、1995年3月にミールへの長期滞在の資格を認められた。
彼女は5度の宇宙飛行を経験し、1208時間を宇宙で過ごした。1985年のSTS-61-A、1990年のSTS-32、1995年のSTS-71にはミッションスペシャリストとして、1992年のSTS-50、1998年のSTS-89にはペイロードコマンダーとして参加した。